# Diplocentrus coylei
Espèce
Synonymes
- Diplocentrus malinalco Armas & Martín-Frías, 2003

Diplocentrus coylei est une espèce de scorpions de la famille des Diplocentridae.

## Distribution
Cette espèce est endémique du Mexique. Elle se rencontre dans le Nord du Guerrero, dans le Sud-Ouest du Morelos et dans le Sud-Est de l'État de Mexico.

## Description
Le mâle holotype mesure 53,2 mm.
Diplocentrus coylei mesure de 48 à 60 mm. Ces scorpions sont de brun orangé à brun pâle.

## Étymologie
Cette espèce est nommée en l'honneur de Frederick A. Coyle.

## Publication originale
- Fritts & Sissom, 1996 : Two new species of Diplocentrus (Scorpiones: Diplocentridae) from Mexico. Entomological News, vol. 107, no 1, p. 39-48 (texte intégral).